# Trichoneura madrasensis
Trichoneura madrasensis är en tvåvingeart som först beskrevs av Alexander 1970.  Trichoneura madrasensis ingår i släktet Trichoneura och familjen småharkrankar. Inga underarter finns listade i Catalogue of Life.